# Trichomorellia benoisti
Trichomorellia benoisti är en tvåvingeart som först beskrevs av Pamplona 1983.  Trichomorellia benoisti ingår i släktet Trichomorellia och familjen husflugor.
Artens utbredningsområde är Ecuador. Inga underarter finns listade i Catalogue of Life.